# Billionaire
"Billionaire"는 미합중국의 가수 트래비 매코이의 데뷔 싱글로, 브루노 마스가 피처링을 맡았다. 또한 Billionaire은 음반 Lazarus에 수록되어 있으며, 프로듀싱은 스미징턴스가 맡았다.

## 트랙리스트
- 디지털 다운로드[1]

1. "Billionaire" – 3:29
2. "Bad All By Myself" – 3:24
3. "Superbad (11:34)" – 3:12

- 디지털 다운로드 - 디럭스 싱글[2]

1. "Billionaire" – 3:29
2. "Billionaire" (Acoustic) – 3:28
3. "Billionaire" (Music Video)

- CD 싱글[3]

1. "Billionaire" – 3:29
2. "Bad All By Myself" – 3:24